# Microsoft FlexGo
Microsoft FlexGo — технология созданная компанией Майкрософт, аналогична повременной оплате в интернет-кафе. Позволяет иметь компьютер, оплачивая его стоимость по времени его использования. Предполагается, что пользователи будут покупать абонентские скретч-карты и по указанному там номеру получать доступ к ресурсам компьютера, оснащённого системой FlexGo. Система активизирует компьютер на соответствующий период времени и сразу же включает таймер. Была анонсирована 22 мая, 2006.